# Samrådet for Ungdomsudveksling
Samrådet for Ungdomsudveksling (SAFU) er en interesse- og samarbejdsorganisation for danske non-profit, idébestemte udvekslingsorganisationer.
SAFU er baseret på medlemmernes fælles værdigrundlag; erkendelsen af det gavnlige ved non-profit, kvalitetsbetonet og idebestemt ungdomsudveksling under sikre forhold. Organisationens medlemmer er AFS Interkultur, CISV Danmark, Dansk ICYE, Youth for Understanding Danmark og IMCC.